# Церква Святої Трійці (Чернівці)
Церква Святої Трійці — дерев'яна церква «хатнього» типу зведена 1774 р., у Чернівцях коштом тоді єпископа Радівецького Доситея Херескула і його брата — чернівецького старости Іллі Херескула на міській околиці Магала, при дорозі на Рошу. На честь храму вулиця згодом отримала назву Святотроїцької (нині це вул. Богдана Хмельницького). 12 жовтня 1777 р. владика Доситей відправив тут урочисте богослужіння перед церемонією присяги православних бояр, шляхти і духовенства Буковини на вірність короні Габсбургів.
1876 року церкву перенесли на чернівецьку околицю Клокучку. У середині 1960-их її забрали до музею-скансену народної архітектури і побуту у Львові, де й зараз вона репрезентує дерев'яне культове зодчество Буковини.